# David Bisconti
David Bisconti (sinh ngày 22 tháng 9 năm 1968) là một cầu thủ bóng đá người Argentina.

## Đội tuyển bóng đá quốc gia Argentina
David Bisconti thi đấu cho đội tuyển bóng đá quốc gia Argentina từ năm 1991.

## Thống kê sự nghiệp
| Đội tuyển bóng đá Argentina | Đội tuyển bóng đá Argentina | Đội tuyển bóng đá Argentina |
| Năm                         | Trận                        | Bàn                         |
| --------------------------- | --------------------------- | --------------------------- |
| 1991                        | 5                           | 1                           |
| Tổng cộng                   | 5                           | 1                           |